# Asplundia hookeri
Asplundia hookeri är en enhjärtbladig växtart som först beskrevs av Hermann Wendland och Carl Ernst Otto Kuntze, och fick sitt nu gällande namn av Gunnar Wilhelm Harling. Asplundia hookeri ingår i släktet Asplundia och familjen Cyclanthaceae.
Artens utbredningsområde är Venezuela. Inga underarter finns listade.